# Patania brevipennis
Patania brevipennis is een vlinder uit de familie van de grasmotten (Crambidae). De wetenschappelijke naam van deze soort werd in 1982 als Pleuroptya brevipennis gepubliceerd door Hiroshi Inoue.
Deze soort komt voor in Japan (Honshu).